# 仔犬ダンの物語
『仔犬ダンの物語』（こいぬダンのものがたり、英題：Little Dog Dan's Story）は、2002年12月14日に東映系で公開された日本映画。厚生労働省社会保障審議会推薦児童福祉文化財。また、「茨城県青少年のための環境整備条例」により優良映画として推奨された。

## 概要
盲目の仔犬ダンと少女たちの交流を描いたこの映画は、愛媛県松山市で実際に起こった、盲目の犬ダンにまつわる出来事を基にして製作されたものである。
アップフロントグループ主体で製作されたこともあって、メインキャストはモーニング娘。やハロー!プロジェクト・キッズ（いずれも当時のメンバー）、後藤真希といったハロー!プロジェクト所属タレントで占められている。
同時上映は『ミニモニ。じゃムービーお菓子な大冒険!』。

## ストーリー
小学5年生の森下真生は、両親と兄と共に平凡な日常を過ごしていた。しかし、父親の再就職をきっかけに両親の離婚問題が表面化。父親は富山に引越し、母親は東京へ残ることになった。父親と母親のどちらと一緒に住むかを選択させられる真生だが、自分の知らないところで勝手に話を進められていたことに怒り、どちらも拒否。群馬県に住む祖父の家で世話になることになった。
少しずつ周囲に馴染んできたある日、真生は同じ学校に通う野村千香が牛乳を万引きするところを目撃。それはこっそり飼っていた盲目の仔犬ダンのためだった。しかし、千香が住む団地では犬を飼うことを禁じられている。やがてダンは見つかり、千香は団地の自治会長・古澤からダンを処分するように言われてしまう。
ダンを助けるため、真生や町の女子サッカーチームのコーチたちは新しい飼い主を探す。だが、ダンが気にかかる千香は居ても立ってもいられず、新しい飼い主のところまでダンの様子を見にいってしまう。見かねた真生は、千香と共に団地でダンを飼えるように古澤を説得する。なかなか折れない古澤だが、娘の弥生にも説得され、ようやくダンを飼うことを許可するのだった。
ダンの小屋を作るため、力を合わせることになる仲間たち。しかし、団地の決まりを頑なに守ろうとする住人たちが彼等の前に立ちはだかる…。

## スタッフ
- 製作：山﨑直樹（アップフロントグループ）
- 企画：黒澤満（東映）、木綿克己（テレビ東京）、沼部俊夫（テレビ東京ミュージック）、泉正隆（エス・エス・エム）、亀井修（小学館）、坂井裕（講談社）、瀬戸由紀男（アップフロントエージェンシー（現：アップフロントプロモーション。本稿において同じ。））
- プロデューサー：冨永理生子（東映）、遠藤幸子（テレビ東京）、荒井充興（テレビ東京ミュージック）、両角誠（エス・エス・エム）、太田克巳（小学館）、入江祥雄（講談社）、寺元保治（アップフロントエージェンシー）、山本茂之（アップフロントエージェンシー）
- 脚本：東多江子
- 音楽プロデューサー：つんく
- 音楽：川村栄二
- 製作協力：セントラルアーツ、東映東京撮影所
- 監督：澤井信一郎

© 2002「仔犬ダンの物語」「お菓子な大冒険!」製作委員会（東映、テレビ東京、テレビ東京ミュージック、エス・エス・エム、小学館、講談社、アップフロントエージェンシー）

## 主題歌
- 「がんばっちゃえ!」
  - 作詞・作曲：つんく 編曲：TATOO 歌：モーニング娘。とハロー!プロジェクト・キッズ+後藤真希
- 「HEY!未来」
  - 作詞・作曲：つんく 編曲：酒井ミキオ 歌：モーニング娘。

2曲ともシングルとしては発売されず、2曲のミュージックビデオを収めたDVD『シングルV・がんばっちゃえ!/HEY!未来』を2003年1月29日に発売。その後2月14日に発売されたサウンドトラックへの収録がCDとして初商品化となった。

## 出演
太字が主役。
- 大久保佐紀：飯田圭織
- 古澤弥生：安倍なつみ
- 西田香：保田圭
- 森下知美：石川梨華
- 工藤理砂：吉澤ひとみ
- 松下かなえ：紺野あさ美
- 宮下由香：小川麻琴
- 川口麻子：新垣里沙
- 西沢まどか：梅田えりか
- 辻本玲那：矢島舞美
- 森下真生：嗣永桃子
- 野村千香：清水佐紀
- 斉藤佳奈：徳永千奈美
- 綾田瞳：村上愛
- 中田亜依：夏焼雅
- 原由香里：石村舞波
- 星野ちより：中島早貴
- 松田ひかる：熊井友理奈
- 野村美奈：岡井千聖
- 夏目保奈美：後藤真希
- 森下和歌子：原田美枝子
- 森下祥隆：榎木孝明
- 森下光造：奥村公延
- 森下弓子：大島さと子
- 野村亜紀：斉藤慶子（友情出演）
- 森下秀一：杉田二郎（友情出演）
- 団地の住民：ばんばひろふみ（友情出演）、兵藤ゆき（友情出演）
- 森下和哉：森脇史登
- 古澤常男：柄本明
- 村中豊輝：大林丈史
- 村中初枝：戸村美智子
- 田中美代子：重松えり香
- 野村健吾：上原伸之介
- アキラ：須藤公一
- 保健所職員：中西良太
- トラック運転手：徳井優

## 書籍
- 仔犬ダンの物語 （全1巻、原作：東 多江子 作画:白沢まりも）

2003年1月6日初版発行、ISBN 978-4-06-364009-0

## オリジナルサウンドトラック
- 『仔犬ダンの物語 オリジナルサウンドトラック』 / モーニング娘。＋ハロー!プロジェクト・キッズ＋後藤真希＋ダン (2003年2月14日発売)

## その他
「オールナイトニッポンスーパー」では、オリジナルのラジオドラマも特別に作成された。パーソナリティ陣も特別に出演した。
出演
- 矢口真里-仔犬ダン役
- 安倍なつみ
- 児玉清-サンタクロース
- 辻希美、加護亜依-トナカイ役
- 田村淳
- 西川貴教
- 岡野昭仁（ポルノグラフィティ）- タクシーの運転手役
- 松浦亜弥
- 藤本美貴
- ビビる大木-看護士役
- 堀内健（ネプチューン）-医師役